# フォード・コルセア
コルセア（Corsair ）は、1963年 10月の英国国際モーターショーで発表された英国のイギリス・フォードが製造していた中型車であり、1964年から1970年までセダンとエステートが販売された（初期のモデルは1961/1962年型のフォード・サンダーバードからデザインの特徴を受け継いでいた）。コルセアにはコーチビルダーのクレイフォード（Crayford）で製造されたコンバーチブル版もあり、非常に稀少でクラシックとして珍重されている。セダンには短期間幾つかの輸出市場向けに2ドアが設定されていた。

## 概要
コルセアは強化されたフォード・コーティナMk1の床構造を基に設計され、コーティナとは多くの機械部品とボディ部品を共有していた。コルセアは鋭い水平のV字形をボディ側面先端で形成し、そこに丸型ヘッドライトを抱え込んだ当時としては普通ではない大胆なスタイルをしていた。これはコルセアに空力特性が優れているかのような外観を与えており、ジェット機のようなスタイリングは尾翼にヒントを得た鋭く尖った縦型の尾灯を持つ車体後方まで延びていた。スタイリング全般は明らかに1960年代初期のフォード・サンダーバードから派生したものであったが、その特徴を英国のファミリーカーに取り入れたことによりその視覚的な印象は英国人好みのものとなっていた。
コルセアの標準モデルとGTモデルには当初より小型のフォード・コーティナにも搭載されていた60hp(45kW)の単装キャブレター付きケント・エンジン（Kent engine ）が提供されていた。1964年に双子のトニーとマイケル・ブルックス（Tony and Michael Brookes ）兄弟のチームはケント・エンジン（直列4気筒）付きのコルセアGTで24,000km (15,000マイル)を平均速度160km/h(100mph) で走り排気量1,500cc以下のクラスの13の世界記録をイタリアのモンツァで樹立した。1965年にモデル展開が見直され新しいV型4気筒エンジンが追加されたがこのエンジンはアイドリングがラフで走行中も粗雑な反応であったためコルセアの特性を伸ばすのではなくかえって阻害されたという声が多かった。このV型4気筒エンジンは最初1,663ccの排気量であったが後の1966年により大きな2Lも提供されるようになった。V4エンジン搭載モデルの市場での謳い文句は「見られるのではなく聴かれる車」というものであったが、これはエンジン生来の個性から思いついた広告屋の大袈裟な吹聴だった。
コーチビルダーのアボット（Abbott ）により製造されるエステートが1966年3月のジュネーヴ・モーターショー前日に追加され、1967年には小型のコーティナと同様の豪華仕様が車体側面のクローム装飾、特徴あるホイールカバー、ビニール張りの屋根、豪華になった内装を装備して2000Eの名称で登場した。1967年の2000Eの価格1,008ポンドは競合車のローバー・2000の値引き後の価格を考慮して価格決定がされ、この車の導入により英国の4気筒エンジン高級セダンの新しい市場での位置づけを確立した。コルセア2000Eは、ローバー・2000の1,357ポンドから充分な値引き額を引き出し、それ程は強気でない価格設定のハンバー・セプターは後に1,047ポンドという広告価格を付けた。
2.0LのV4エンジン搭載版のコルセアの性能は最高速度が153km/h(95mph)という失望するものであった。愛好家たちが性能向上の方法を模索する一方で、コルセアは129km/h(80mph)で走行中にその楔形の車体前部が安定性を失わせるほどの揚力を発生するという話が広く蔓延した。この話は単なる都市伝説以外の何者でもなく、実際にモンツァでの世界記録樹立時（上記参照）、何時間にも渡り車体が浮き上がる気配すら見せずに160km/h(100mph)の速度で走り続けた。
1971年にコルセアは当時大型化してフォードの中型車となっていたフォード・コーティナMk3に取って代わられ、その下のクラスは新しい小型車であるフォード・エスコートが受け持った。ヨーロッパ・フォードの高性能、スポーツ性を表象するモデルは新型のフォード・カプリがこれを担った。
6年間に渡る生産期間を通して31万台のコルセアが製造された。

## オーストラリア

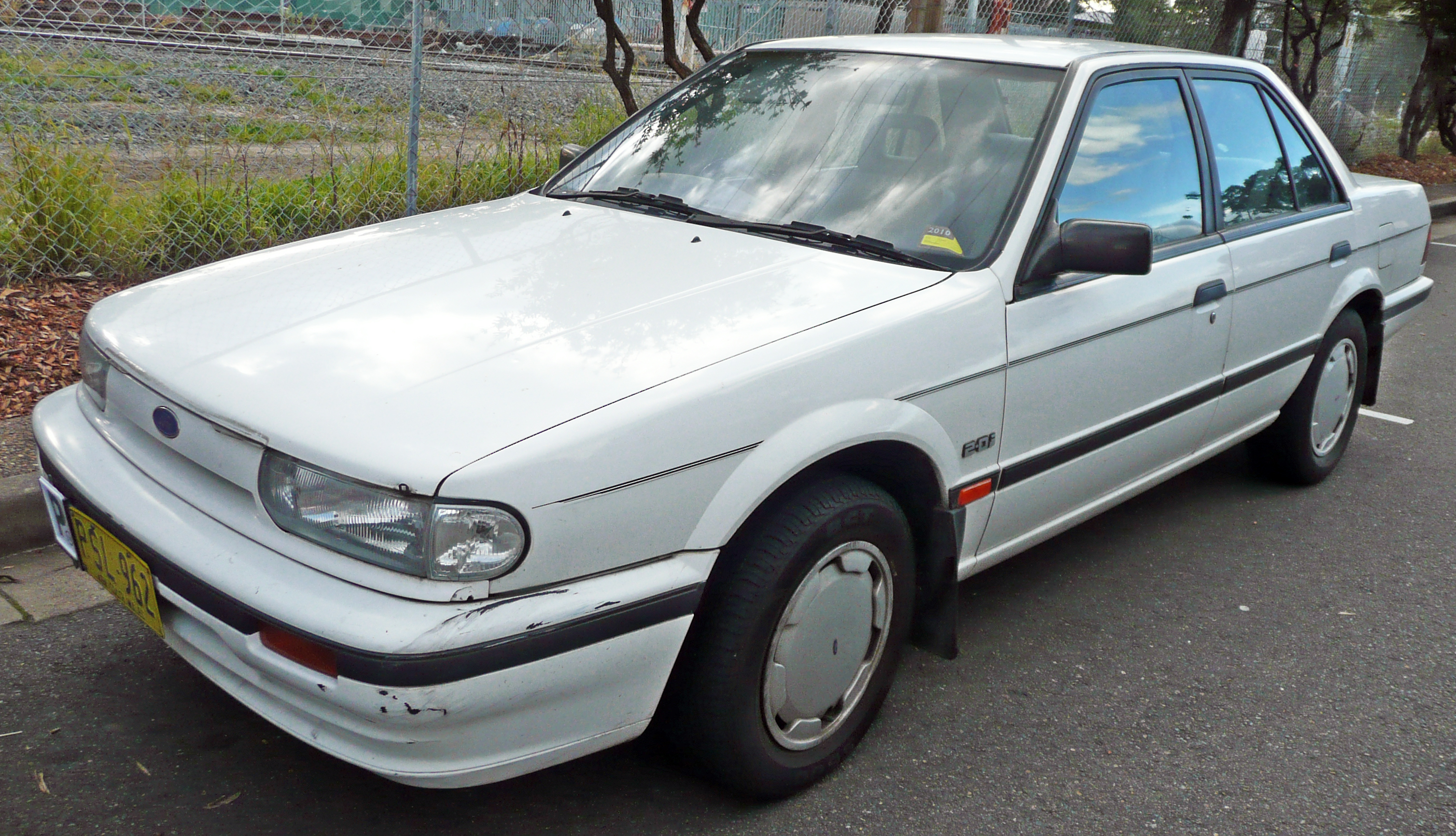
セダン　フロント

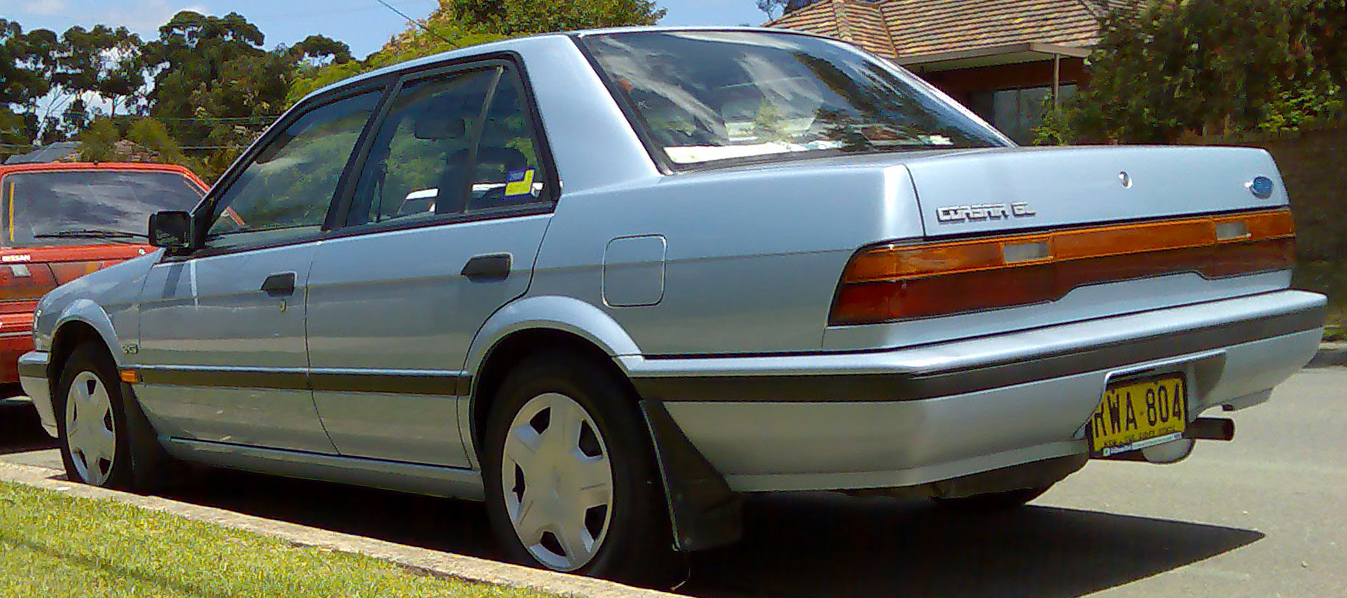
セダン　リヤ

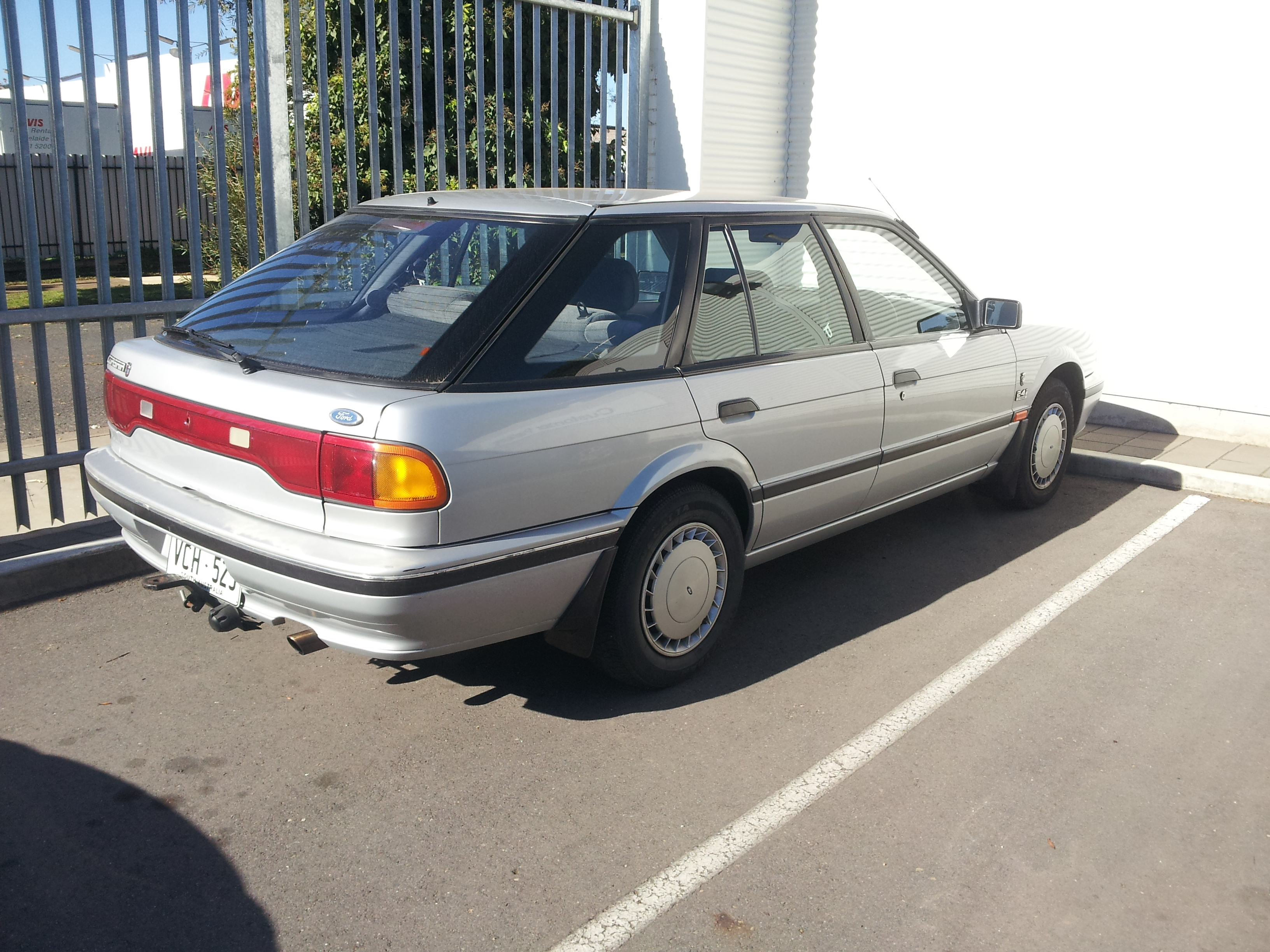
ハッチバック　リヤ

1989年から1992年にかけてコルセアの車名は、ボタン計画（Button Plan ）という車両共通化の構想の下でオーストラリアのフォードで日産・ピンターラ（U12型ブルーバード）のマイナーチェンジ版の名称に使用され、セダンとハッチバックモデルが提供された。エンジンは2.0L（CA20Eエンジン）と2.4L（KA24Eエンジン）から選択できた。この車は日本から輸入されていたフォード・テルスターを代替することを意図されていたが、この2車は数年の間フォードの車種内で並行して販売され、テルスターは高性能ハッチバックモデルのTX5のみが提供された。
1992年に日産自動車がオーストラリア工場を閉鎖した時に販売モデルから落とされ、フォードの提供する中型車は輸入車のテルスターとなり、1995年にモンデオに代替された。